# Kokil
Kokil är en ort i Mexiko.   Den ligger i kommunen Tenejapa och delstaten Chiapas, i den sydöstra delen av landet, 800 km öster om huvudstaden Mexico City. Kokil ligger 1 460 meter över havet och antalet invånare är 120.
Terrängen runt Kokil är kuperad åt sydväst, men åt nordost är den bergig. Runt Kokil är det tätbefolkat, med 319 invånare per kvadratkilometer. Närmaste större samhälle är Cancuc, 0,70 km nordväst om Kokil. I omgivningarna runt Kokil växer i huvudsak städsegrön lövskog.